# Grafo bipartito completo
En teoría de grafos, un grafo bipartito completo es un grafo bipartito en el que todos los vértices de uno de los subconjuntos de la partición están conectados a todos los vértices del segundo subconjunto, y viceversa.
Este concepto se puede generalizar al de grafo s-bipartito completo, como un grafo cuyo conjunto de vértices se puede particionar en s subconjuntos, de modo que todos los pares de vértices pertenecientes a subconjuntos diferentes son adyacentes.

## Definición
Un grafo bipartito completo {\displaystyle G:=(V_{1}\cup V_{2},E)\,} es un grafo bipartito tal que {\displaystyle \forall v_{1}\in V_{1},\forall \ v_{2}\in V_{2}\Rightarrow e(v_{1},v_{2})\in E.\,} Es decir, un grafo bipartito completo está formado por dos conjuntos disjuntos de vértices y todas las posibles aristas que unen esos vértices.
El grafo completo bipartito con particiones de tamaño {\displaystyle \left|V_{1}\right|=m} y {\displaystyle \left|V_{2}\right|=n,} es denotado como {\displaystyle K_{m,n}\,}.

## Ejemplos

K3,1 (grafo estrella S3)
K3,2
K3,3

## Propiedades
Sea {\displaystyle K_{m,n}\,} un grafo bipartito con {\displaystyle \left|V_{1}\right|=m} y {\displaystyle \left|V_{2}\right|=n}, se verifica:[cita requerida]
- {\displaystyle \left|E\right|=\left|V_{1}\right|\cdot \left|V_{2}\right|=m\cdot n}
- {\displaystyle K_{m,n}\,} posee {\displaystyle m^{n-1}\cdot n^{m-1}} árboles de expansión.